# لويس فرنانديز (لاعب كرة قدم لبناني)
لويس فرنانديز هو لاعب كرة قدم برازيلي ولبناني، ولد في 1 مارس 1971 في البرازيل. شارك مع منتخب لبنان لكرة القدم. أما مع النوادي، فقد لعب مع شباب الساحل.

## وصلات خارجية
- لويس فرنانديز على موقع الاتحاد الدولي (مؤرشف)  (الإنجليزية)
- لويس فرنانديز على موقع ناشيونال فوتبول تيمز (الإنجليزية)
- لويس فرنانديز على موقع GSA (الإنجليزية)